# 利府中インターチェンジ
利府中インターチェンジ（りふなかインターチェンジ）は、宮城県宮城郡利府町にある三陸自動車道（三陸沿岸道路）のインターチェンジである。
三陸自動車道の有料区間は当ICを境に管轄・路線名が異なる。当IC以南は東日本高速道路が管轄する仙塩道路である一方、当IC以北は宮城県道路公社が管轄する仙台松島道路（宮城県道8号仙台松島線）となる。
当IC - 松島北IC間は、三陸自動車道のなかでも最も早く供用された。当ICは宮城県道路公社が管理するためETCレーンの設置が遅れたが、2006年（平成18年）3月1日より運用を開始した。

## 道路

### 本線
- E45 三陸自動車道（4番）

### 接続道路
- 宮城県道8号仙台松島線
- 宮城県道271号利府中インター線

## 料金所
- ブース数：5

### 入口
- ブース数：2
  - ETC専用：1
  - 一般：1

### 出口
- ブース数：3
  - ETC専用：1
  - 一般：2

## 周辺
- 仙塩ゴルフクラブ

## 隣
E45 三陸自動車道（三陸沿岸道路）
(3) 利府塩釜IC - (4) 利府中IC - 春日PA - (5) 松島海岸IC